# 板倉区

上越市の地域自治区。当区は南東部に位置する。

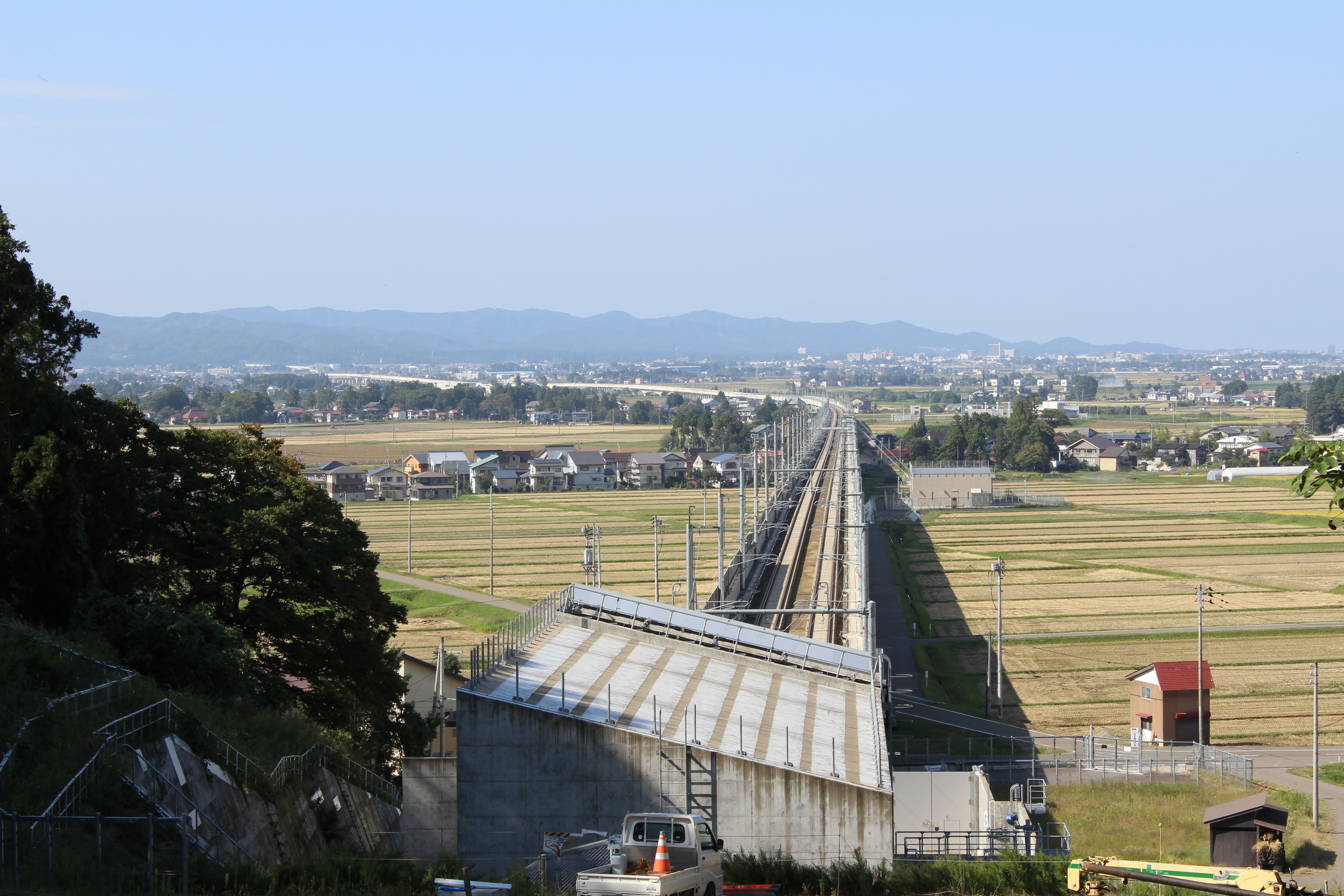
北陸新幹線。飯山トンネル出口付近。

板倉区（いたくらく）は、新潟県上越市南東部に位置する地域自治区。全域が旧中頸城郡板倉町にあたり、同町の上越市への合併とともに2005年1月1日に設けられた。

## 地理
- 河川：大熊川、別所川、北部の境界に関川

### 気候
特別豪雪地帯に指定されており、山間部の柄山集落では1927年2月に818 cmの積雪深を記録した。

## 経済
区の中心部には小規模ながらも商店街（針商店街）が形成されている。

## 教育
- 上越市立板倉小学校 - 2021年4月に針小学校、宮嶋小学校、山部小学校の統合により針小学校の校舎で開校[3]。
- 上越市立豊原小学校
- 上越市立板倉中学校
- 新潟県立有恒高等学校

## 交通

### 公共交通
- くびき野バス - 高田市街と当区を結ぶ路線（46 島田線）を運行[4]。
- 頸南バス - 新井市街と当区を結ぶ基幹路線（73 新井・板倉線）および同線に接続する支線を運行。
- 市営バス - 区内の支線を運行。

### 道路
区内に高速道路や一般国道は通っていない。
- 県道
  - 新潟県道30号新井柿崎線
  - 新潟県道95号上越飯山線
  - 新潟県道184号三和新井線
  - 新潟県道186号板倉直江津線
  - 新潟県道254号上小沢上越妙高停車場線

## 名所・旧跡・観光スポット・祭事・催事
- 山寺薬師（延命清水）

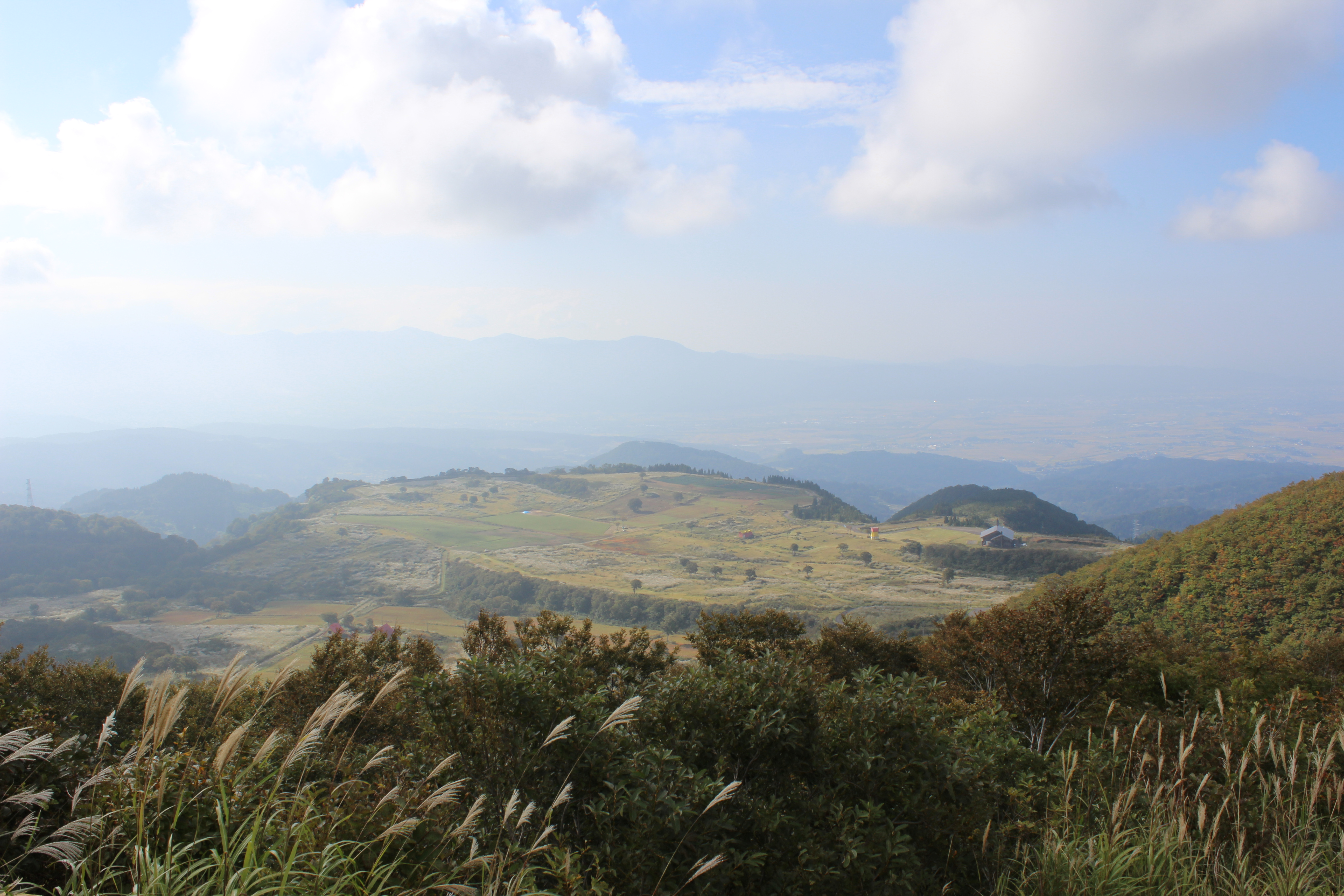
光ヶ原高原

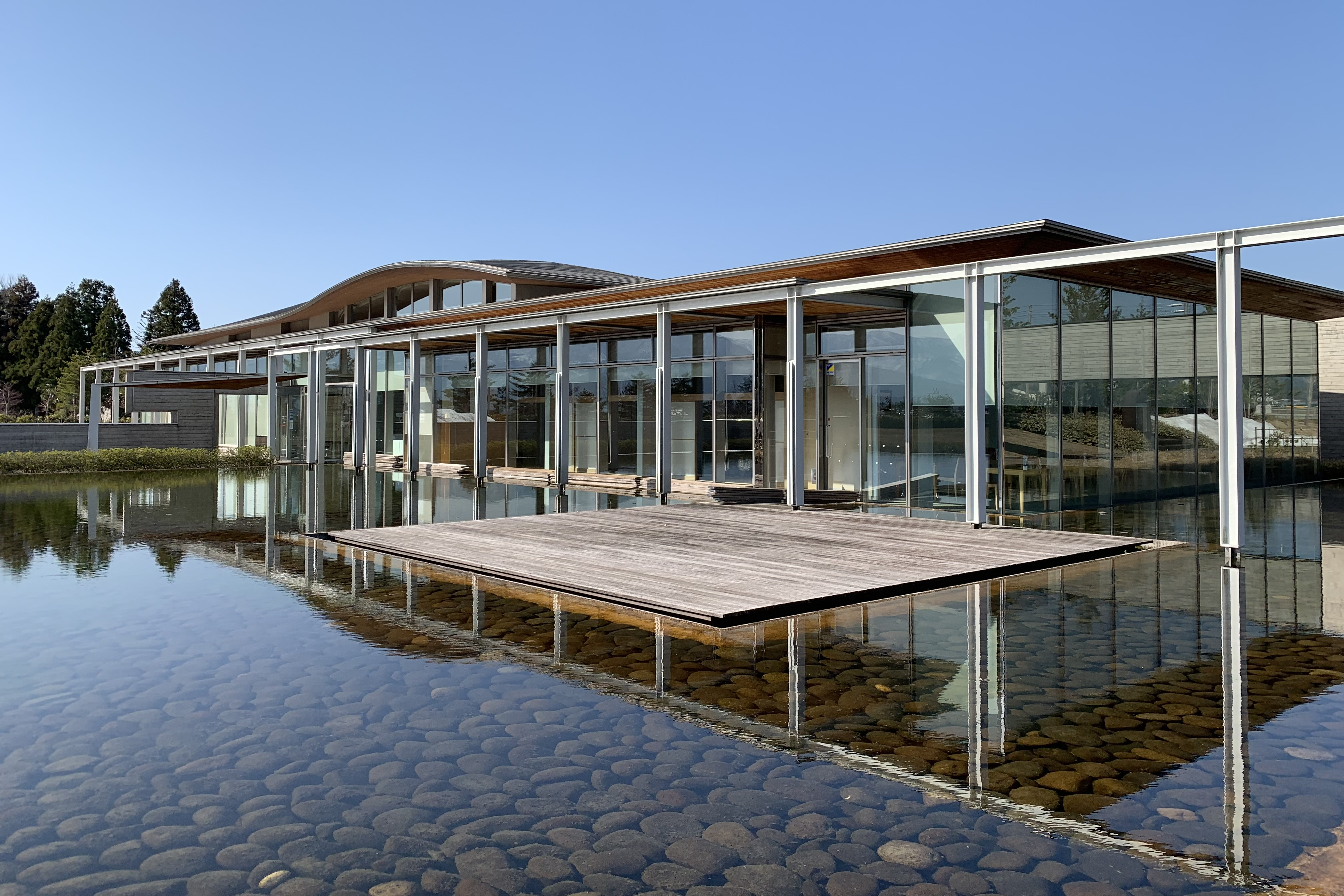
ゑしんの里記念館

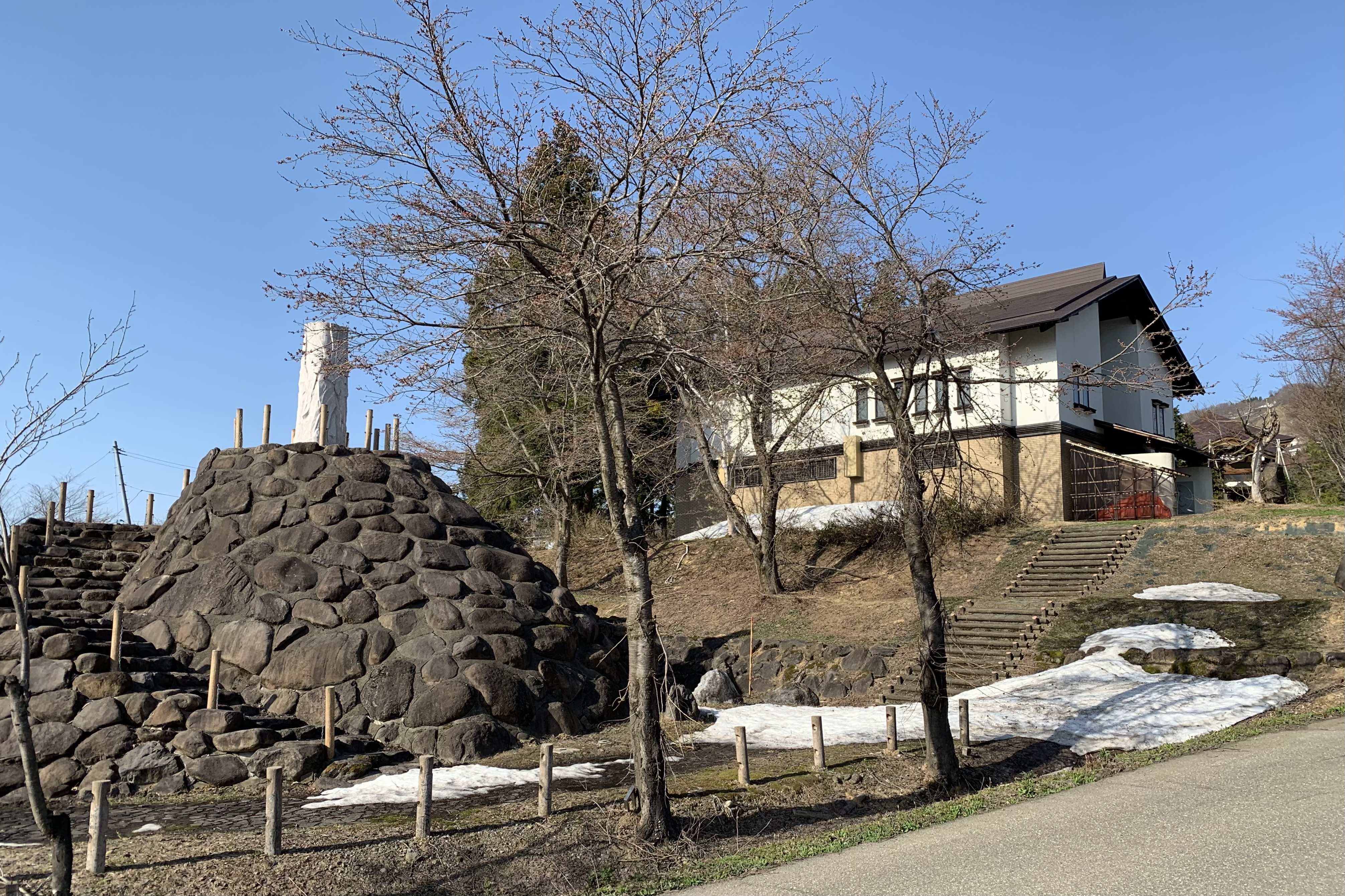
地すべり資料館と積雪8.18 mのモニュメント

- 光ヶ原高原 - 1960年代に町営光ヶ原牧場がオープン[5]。その隣接地に板倉町の運営により1988年（昭和63年）、光カ原高原センターや光の風車、観光牧場、テニスコート、ミニゴルフ場、湿生花園などを備える観光施設「光カ原グリーンビレッジ」がオープン[6]。1999年には新井リゾート開発や板倉町が出資する第三セクター「板倉ファミリーパーク」が設立された[7]。光ヶ原牧場は2006年に閉鎖された[5]。
- 恵信尼廟所
- 箕冠城（みかぶりじょう）跡
- 上江用水（かんがい施設遺産）
- 増村朴斉記念館
- 中村十作記念館
- そば処いたくら亭
- ゑしんの里やすらぎ荘（2種類の温泉が楽しめる保養施設）
- ゑしんの里記念館 - 2005年8月オープン[8]。
- 地すべり資料館
- 地すべり人柱供養堂
- 常設型地域の茶の間・ねごしの里